# 東京俳優生活協同組合
東京俳優生活協同組合（日语：／ Tōkyo Haiyū Seikatsu kyōdō kumiai */?，簡稱俳協）是日本的演藝經紀公司。其為日本國內唯一不是採用公司形式而是「生活協同組合」（合作社）形式、由藝人和經紀人共同運營的這種特殊形態的經紀組織，除了協會員藝人的經紀業務外，還以「劇團俳協」的名稱進行劇團活動。

## 概要
於1960年5月設立。本部在東京都澀谷區千駄谷5-11-13。在東京都新宿区上落合1-17-9也設有事業所。
在上落合事業所（昵稱「TACCS1179」）開設俳協演劇研究所、俳協Voice Work Studio，除了進行俳優、聲優的育成外，還運營著劇場。此外，還作為眾多所屬聲優一起出演一個作品的事務所為人所知。
2006年2月，舉辦設立45周年記念活動「Party Live!」。

## 所屬演員、聲優、播音員、DJ

### 男性
行
- 相川冬也（日语：相川冬也）
- 相川由
- 青柳文太郎（日语：青柳文太郎）
- 赤間志有
- 淺川聰
- 淺田隆太
- 安里凌
- 阿部渡（日语：阿部渡）
- 荒井亮裕
- 新居祐一
- 井口祐一
- 池田秀一
- 池田憲之
- 池田勝
- 石井喜光
- 石丸純（日语：石丸純）
- 泉尚（日语：いずみ尚）
- 市川勉（日语：市川勉）
- 伊藤有人
- 伊藤圭太
- 井上智博
- 今井耕二
- 今村卓博
- 岩尾萬太郎（日语：岩尾万太郎）
- 岩瀨善太郎
- 植田敬仁
- 內田文吾（日语：内田文吾）
- 江越彬紀
- 衞藤将展
- 海老塚久藏
- 大下昌之（日语：大下昌之）
- 大谷典之
- 大塚達矢（日语：大塚達矢）
- 大野海夏太
- 大峰順二（日语：大峰順二）
- 大村涼
- 大山豐（日语：大山豊 (俳優)）
- 岡部政明（日语：岡部政明）
- 奧山直久
- 小田浩幹
- 小寺大介（日语：小寺大介）
- 小野口大氣
- 小野田英一（日语：小野田英一）
- 小原友太

行
- 皆藤真紀夫
- 笠間淳
- 原岳人
- 加地健太郎（日语：加地健太郎）
- 金井節（日语：金井節）
- 金子誠（日语：金子誠 (声優)）
- 狩野翔
- 屋昌伸
- 菊地飛鳥
- 岸本功
- 北大輔
- 北口聖
- 北澤力
- 北原隆（日语：北原隆）
- 喜山茂雄（日语：喜山茂雄）
- 清川元夢
- 久保田龍一（日语：久保田竜一）
- 熊谷健太郎
- 暮林修（日语：暮林修）
- 黑岩拓朗
- 小池敏之
- 古賀慶太（日语：古賀慶太）
- 小谷公一郎（日语：小谷公一郎）
- 小谷津央典（日语：小谷津央典）
- 小柳良寬（日语：小柳良寛）
- 鄉寬樹

行
- 齋藤晃一
- 齋藤卓
- 細目昌宏
- 口拓彌
- 下拓郎
- 鹽塚晃平（日语：しおつかこうへい）
- 汐谷文康
- 志賀麻登佳
- 篠田薰（日语：篠田薫）
- 篠原正典
- 柴山直也
- 島田岳洋（日语：島田岳洋）
- 真水德一（日语：眞水徳一）
- 清水秀光（日语：清水秀光）
- 新堂陽斗
- 菅原孝仁
- 鈴木健太郎
- 鈴木浩之
- 須藤英司
- 須藤夢斗
- 諏訪部順一
- 關根正明（日语：関根正明）

行
- 高橋和久
- 高橋大輔（日语：高橋大輔 (声優)）
- 瀧谷將太
- 瀧野洋平（日语：滝野洋平）
- 內匠靖明
- 武虎
- 武政直也
- 田中健大（日语：田中健大）
- 田村昌彥
- 丹葉裕斗
- 千葉茂（日语：千葉茂 (俳優)）
- 長
- 津田英三
- DJ.內克（日语：DJ.ナイク）
- 出先拓也（日语：出先拓也）
- 寺下知輝
- 遠近孝一
- 土岐賴知
- 鳥居和真

行
- 中澤匡智
- 中田博之（日语：中田博之）
- 中野泰佑（日语：中野泰佑）
- 名川貞郎（日语：名川貞郎）
- 成田隆弘
- 難波優馬
- 西田雅一
- 西村江太郎
- 野瀨育二
- 野田快音
- 野村能由
- 野村憲仁

行
- 長谷川裕貴
- 初村健矢（日语：初村健矢）
- 原口大平（日语：原口大平）
- Bucky木場
- 日暮哲也（日语：日暮哲也）
- 平井誠一（日语：平井誠一）
- 平川正三
- 福島英紘（日语：福島英絋）
- 福島孝廣（日语：福島孝広）
- 二又一成
- 降旗雄司
- 古島清孝
- 堀田智之（日语：堀田智之）

行
- 增澤隼
- 增田晉（日语：増田晋 (声優)）
- 松田拓哉
- 松本義一（日语：松本義一）
- 松本健太（日语：松本健太）
- 松本章太郎
- 松本大（日语：松本大 (声優)）
- 丸山拓真
- 水口博史
- 三田村慎
- 三村直司
- 宮崎遊
- 村上龍太郎
- 村山明（日语：村山明 (声優)）
- 森篤夫（日语：森篤夫）
- 森下人

行
- 八神德幸（日语：八神徳幸）
- 安田敬一郎（日语：安田敬一郎）
- 矢田海渡
- 山岸功（日语：山岸功）
- 山岸治雄（日语：山岸治雄）
- 山口惠（日语：山口恵 (俳優)）
- 山中一德（日语：山中一徳）
- 山本寬
- 橫尾三郎（日语：横尾三郎）
- 橫川集人
- 吉高聰
- 吉田真澄（日语：吉田真澄）
- 吉盛俊平

行
- 華爾頓中村
- 若園尚哉
- 渡邊裕史
- 綿貫友哉

### 女性
行
- 阿井林奈（日语：阿井りんな）
- 蒼井里紗（日语：蒼井里紗）
- 青島楓
- 青山優子
- 秋津有希
- 朝來野瑤子
- 淺野真帆
- 蘆原桐子
- 東美江
- 阿部光子
- 雨宮優
- 荒川美穗
- 有澤靜音
- 飯村美樹
- 五十嵐美鈴（日语：五十嵐美鈴）
- 五十嵐由佳（日语：五十嵐由佳）
- 池田昌子
- 石川綾乃
- 石川靜
- 石川美樹
- 石原綾乃
- 磯崎美穗
- 板垣果那
- 市川真理子
- 一倉明日都
- 井波由起子（日语：井波ゆき子）
- 伊吹茅紘
- 今泉葉子（日语：今泉葉子）
- 今渕仁音
- 岩戶瞳
- 上田晴美（日语：上田晴美）
- 內海祐紀
- 梅澤惠
- 占卜天使OTTIMO醬（日语：占い天使オッティモちゃん）
- 衛利未知
- 大石洋子
- 大出亞由美
- 大島由莉子
- 大原沙耶香
- 大原子
- 大政佳乃
- 岡田和子（日语：岡田和子）
- 岡本芳子
- 岡本里香
- 緒方智美（日语：緒方智美）
- 奧村空
- 小野寺志織

行
- 桂玲子
- 加藤佳代
- 金子智惠
- 佳穗成美
- 河井春香（日语：河井春香）
- 川野涼子（日语：かわのりょうこ）
- 河村梨惠（日语：河村梨恵）
- 木內亞希子
- 北方李奈
- 木滑華子
- 木村珠莉
- 京田尚子
- 九川由梨奈
- 熊崎友香（日语：熊崎友香）
- 黑舘朝花
- 慶長佑香（日语：慶長佑香）
- 小泉真希（日语：小泉まき）
- 高真琴
- 小金澤篤子
- 小日向繪里（日语：小日向えり (声優)）
- 小森結梨
- 金野惠子（日语：金野恵子）
- 後藤真里奈

行
- 西條久美子
- 齊藤百香（日语：斉藤百香）
- 酒井萬里子
- 酒井美紀
- 櫻彌惠
- 櫻木可奈子
- 佐佐木智代
- 佐佐木望
- 木瞳
- 貴家堂子（日语：貴家堂子）
- 佐竹海莉（日语：佐竹海莉）
- 佐藤素子
- 佐藤利奈
- 里中海奈
- 澤田澄代
- 澤田敏子（日语：沢田敏子）
- 澤柳廸子
- 紫月杏朱彩
- 品田美穗（日语：品田美穂）
- 清水杏奈
- 清水由紀
- 城名津
- 菅谷彌生（日语：菅谷弥生）
- 菅原友子
- 杉本優
- 鈴木繪理
- 清和祐子（日语：清和祐子）
- 反町有里

行
- 太地琴惠（日语：太地琴恵）
- 田尾匠子
- 高田美羽
- 高橋夏生
- 高橋未奈美
- 高橋若葉
- 田口宏子
- 竹本香壽美
- 田澤沙耶香
- 田澤茉純
- 橘里
- 舘形祐子
- 田中惠美
- 谷口惠美（日语：谷口恵美）
- 谷村慶子
- 種崎敦美
- 田野惠
- 田村奈央
- 塚田若乃
- 津木晃子
- 津島瑞穗
- 椿雪乃
- 鶴田貴美子（日语：つるたきみこ）
- 寺澤美央
- 富永美衣奈

行
- 苗村有香
- 中里望（日语：中里望）
- 中澤美奈
- 中島沙樹
- 中村英香（日语：中村英香）
- 中村啓子（日语：中村啓子）
- 長島菜菜子
- 長島裕子
- 永峰遙
- 夏樹莉緒
- 並木優子
- 奈良望美

行
- 萩原惠美子
- 橋谷智子
- 橋本芽依
- 長谷川洋子
- 花岩香奈
- 原真名美
- 原燈
- 久末絹代
- 平井友梨
- 平田栞莉（日语：平田栞莉）
- 平朝子
- 福浦麻子
- 藤絹代
- 藤波京子（日语：藤波京子）
- 星谷美緒
- 洪英姬
- 本和子
- 本多郁子
- 本田凜子

行
- 舞原留美香
- 松浪志保（日语：松浪志保）
- 松丸智子（日语：松丸智子）
- 麻里奈
- 三角繪里奈
- 水篠美羽
- 水原英里（日语：水原英里）
- 溝口順子
- 三本和佳奈
- 皆川純子
- 宮崎珠子（日语：宮崎珠子）
- 宮近美涼
- 深雪早苗
- 武藤香奈
- 村井每早
- 村川梨衣
- 村中知
- 望月仁美
- 桃野春菜（日语：もものはるな）
- 森麻衣
- 森下來奈
- 茂呂田薰

行
- 矢澤喜代美（日语：矢澤喜代美）
- 矢治美由紀
- 柳澤真由美（日语：柳沢真由美）
- 矢野泰子
- 山川琴美
- 山口二紀
- 山崎真理惠
- 山崎倫子
- 山村響
- 山本祥代
- 夕城千佳（日语：夕城千佳）
- 橫田弘美
- 吉井花子
- 吉川彰乃
- 吉田美穗
- 由口貴繪

行
- 和氣杏未
- 京子

## 過往所屬主要演員、聲優、旁白、DJ

### 男性
| 行 - 相澤治夫（在籍中死去） - 青柿（現所屬：優企劃） - 青森伸（現所屬：青二Production） - 淺倉一男（現所屬：ACROSS ENTERTAINMENT） - 新井一典 - 安藤三男（在籍中死去） - 飯田道朗（自由職業、Max Mix預留） - 飯塚昭三（現所屬：Sigma Seven） - 伊藤健太郎（現所屬：Mausu Promotion） - 伊藤榮次（現所屬：PLANDAS） - 今西正男（在籍中死去） - 入江健夫（現所屬：E-sprinG） - 岩城和男 - 岩名雅記（自由職業） - 上田敏也（現所屬：81 Produce） - 大木民夫（移籍Mausu Promotion之後於在籍中死去） - 大月吳爾夫（自由職業） - 大友龍三郎（自由職業） - 大橋一元 - 大平透（移籍81 Produce之後於在籍中死去） - 大宮悌二（在籍中死去） - 大矢兼臣 - 大山尚雄（現所屬：Aksent） - 緒方文興（自由職業） - 岡本裕輝（現所屬：Production-tanc） - 岡部政明 - 小倉勝茂 - 長洋平（自由職業） 行 - 海津亮介（引退） - 勝田久（移籍ARTSVISION之後於在籍中死去） - 加藤精三（在籍中死去） - 金澤壽一（現所屬：Beat One （页面存档备份，存于）代表） - 神山卓三（在籍中死去） - 加茂喜久（在籍中死去） - 柄澤英二 - 川口康夫 - 河村弘二（在籍中死去） - 岸尾大輔（現所屬：青二Production） - 岸野一彥（在籍中死去） - 北村弘一（移籍Mausu Promotion之後於在籍中死去） - 木之元亮 - 寄山弘（在籍中死去、生前擔任演劇研究所副所長） - 久慈大志（現所屬：LCV） - 倉石一旺 - 倉田保昭（現所屬：倉田Promotion代表） - 桑原毅 - 幸田昌明（現所屬：81 Produce） - 小林修（成立同人舎Production之後於在籍中死去） - 小林清志（創立者，在籍中死去） - 小林恭治（在籍中死去） - 哥布林（現所屬：大澤事務所） - 小宮山清（自由職業） - 近藤孝行（現所屬：BLACK SHIP） | 行 - 齊藤茂一（現所屬：Sigma Seven） - （現所屬：Twinkle Corporation） - 嵯峨周平（現所屬：出海企劃） - 佐田明（現所屬：Production-tanc） - 佐藤朝問（現所屬：青二Production） - 里木佐甫良（在籍中死去） - 澤木郁也（現所屬：ARTSVISION） - 篠原大作（移籍81 Produce之後於在籍中死去） - 柴田秀勝（現所属：RME代表董事會長） - 島宇志夫（在籍中死去） - 島田彰（移籍演劇集團 未踏之後於在籍中死去） - 城達也（在籍中死去、生前擔任專務理事） - 生野文治（現所屬：Axto Production） - 杉田俊也（在籍中死去） - 鈴置洋孝（移籍賢Production之後於在籍中死去） - 鈴木泰明 - 關智一（現所屬：Atomic Monkey） 行 - 高桐真 - 高杉哲平 - 瀧雅也 - 武居“M”征吾 - 武田廣（自由職業） - 龍田直樹（現所屬：青二Production） - 立壁和也（移籍Kenyu Office之後於在籍中死去） - 田中信夫（在籍中死去） - 垂木勉（現所屬：The Universe代表） - 千葉誠樹（現所屬：夢工房） - 寺島幹夫（引退後死去） - 津田健次郎（現所屬：amuleto、演員：Stardust Promotion『業務提攜』） - 外島孝一（現所屬：Aslead Company） - 富田浩太郎（在籍中死去） 行 - 永井玄哉 - 中尾隆聖（現所屬：81 Produce） - 中島元（創立人之一） - 中西俊彥 - 仲村秀生（引退後死去） - 中村正（在籍中死去） - 永井一郎（移籍青二Production之後於在籍中死去） - 夏井貴浩（現所屬：希樂星） - 浪川大輔（現所屬：Stay Luck代表） - 西尾德（在籍中死去） - 根本明宏 - 野澤那智（移籍Office PAC之後於在籍中死去） - 野島昭生（現所屬：Sigma Seven） | 行 - 羽柴秀矢 - 橋本正樹（現所屬：YYY） - 羽佐間道夫（現所屬：MOUVEMENT代表董事） - 橋本晃一（自由職業） - 花井千隼（自由職業） - 花輪英司（現所屬：Kenyu Office） - 林孝一（在籍中死去） - 原保美（在籍中死去、生前擔任理事長與會長） - 針谷桂樹（現所屬：Sigma Seven e） - Balletta裕（現所屬：POWER RISE） - 坂東三津五郎 (第10代)（移籍Horipro Booking Agency之後於在籍中死去） - 柴智康（現所屬：ACROSS ENTERTAINMENT） - 平松廣和（現所屬：GadgetLink） - 藤田優一（現所屬：ACROSS ENTERTAINMENT） - 古谷徹（現所屬：青二Production） - 穗高稔 - BOMBER森尾（現所屬：DICTORY （页面存档备份，存于）代表董事） 行 - 槙大輔（現所屬：Sigma Seven） - 政宗一成（現所屬：政宗一成Office主宰） - 增岡弘（在籍中死去） - 松岡大介（現所屬：Best Position） - 松村達雄（在籍中死去） - 丸山詠二（移籍ARTSVISION之後於在籍中死去） - 水橋和夫 - 三田松五郎 - 綠川稔（在籍中死去） - 宮田光（在籍中死去） - 牟田浩二（現所屬：希樂星） - 村瀨正彥（移籍日本俳優連合之後於在籍中死去） - 森功至（現所屬：PLUS ONE COMPANY） - 森信（現所屬：Sigma Seven） 行 - 矢尾一樹（現所屬：Max Mix） - 矢薙直樹（現所屬：FreeMarch代表、Artist-Crew） - 八奈見乘兒（現所屬：青二Production） - 山川建夫 - 山口將司 - 山崎猛（在籍中死去） - 山崎優（現所屬：Velvet Office） - 山寺宏一（現所屬：ACROSS ENTERTAINMENT） - 橫田成吾（現所屬：Production baobab） - 吉村誠一郎 - 吉原正皓 - 依田英助（在籍中死去） - 米山信之（引退） 行 - 若林亮（現所屬：ACROSS ENTERTAINMENT） - 和久井節緒（在籍中死去） - 和澤昌治（在籍中死去） - 和田周（移籍現代製作舍之後於在籍中死去） - 渡部猛（移籍81 Produce之後於在籍中死去） |

### 女性
| 行 - 淺川美由起 - 淺野香織 - 麻生光子（引退） - 麻生美代子（在籍中死去） - 荒木香衣（自由職業） - 五十嵐五十鈴（在籍中死去） - 伊倉一惠（現所屬：青二Production） - 池田和歌子 - 石毛佐和（自由職業） - 市川千惠子（現所屬：希樂星） - 市原由美 - 井上瑤（在籍中死去） - 岩崎愛 - 江草裕子 - 大井小町 - 緒乃冬華（現所屬：ACROSS ENTERTAINMENT） - 鳳芳野（現所屬：賢Production） - 小串容子（移籍青二Production之後引退） - 尾島圭美（引退） - 折笠富美子（現所屬：Atomic Monkey） 行 - 香椎邦子（移籍Mausu Promotion之後於在籍中死去） - 三和子 - 片岡千珠 - 加藤沙織（現所屬：Aksent） - 加藤綠（自由職業） - 門谷美佐 - 金子勝美 - 樺山南（自由職業） - 神田和佳 - 神田時枝（在籍中死去） - 菊容子（在籍中死去） - 京井幸 - 來宮良子（在籍中死去、創立人之一） - 木村Tina倫子 - 木村夏江 - 黑須薰（自由職業） - 兒玉良香（自由職業） - 小林千佳 | 行 - 齊木洋子 - 原良子（自由職業） - 紗川純 - 本千夏（現所屬：ARTSVISION） - 阪井茜（現所屬：The Universe） - 坂井壽美江 - 佐久間未帆 - 佐佐木瑤子 - 茶山莉子 - 清水愛（自由職業） - 菅谷政子（移籍ARTSVISION之後於在籍中死去） - 杉田郁子（在籍中死去） - 鈴夏綾（現所屬：Vi-vo） - 鈴木弘子（現所屬：賢Production） - 鈴木萬由香（現所屬：ACROSS ENTERTAINMENT） - 仙台惠理（現所屬：Green note） - 千野弘美 行 - 互野千尋 - 高木早苗（現所屬：青二Production） - 高島雅羅（現所屬：青二Production） - 高島由紀子（現所屬：ACROSS ENTERTAINMENT） - 田野邊實鈴 - 珠惠美（轉身成自由身之後死去） - 玉川砂記子（現所屬：Sigma Seven） - 戶川曉子 - 富澤美智惠（現所屬：青二Production） 行 - 中川亞紀子（現所屬：Littlebird's Voice） - 長澤美樹（現所屬：Atomic Monkey） - 中村知子（現所屬：賢Production） - 仲村萌實（移籍ACROSS ENTERTAINMENT之後休業） - 中村有子（自由職業） - 永野愛（現所屬：BOOK SLOPE （页面存档备份，存于）） - 野濱玉子 - 野引香里 - 野村道子（現所属：賢Production顧問） | 行 - Hazuki（休業中） - 花悠子 - 花島彩花 - 花形惠子（移籍81 Produce之後於在籍中死去） - 原久子（在籍中死去） - 日榮春華（現所屬：Office薰） - 口曉里（自由職業） - 平岡凛 - 平野夏那子（現所屬：D-COLOR） - 平野文（現所屬：青二Production） - 星河舞（現所屬：Atomic Monkey） - 本多知惠子（移籍青二Production之後於在籍中死去） - 本間沙織（自由職業） 行 - 益田愛子（現所属：希樂星） - 町田博子（在籍中死去） - 松岡洋子（現所屬：81 Produce） - 松尾佳子（現所屬：Sigma Seven） - 松田真知子（現所屬：希樂星） - 水木優奈（現所屬：Office Keyword） - 水澤有美（現所屬：UE ENTERTAINMENT） - 水野麻梨子（引退） - 森田樹優（現所屬：ACROSS ENTERTAINMENT） 行 - 山下惠理子（現所屬：青二Production） - 湯淺真由美（現所屬：青二Production） - 橫澤啟子（現所屬：YU-RIN PRO代表董事） - 吉田小南美（現所屬：Quatre Stella） |

## 所屬聲優主要演出作品
- 眾多東映特攝作品
  - 主要擔當了超級戰隊系列等大半由吉川進擔任製作人的作品。不過假面騎士的「RX」為止的大半由平山亨擔任製作人的作品和Theatre Echo是由青二Production擔當。
  - 不過曾一度進行超星神系列（由與東映處於對手關係的東宝制作）的聲優經紀活動、該系列放送期間中減少了向東映的聲優經紀活動。
- アイアンキング
- 鉄人タイガーセブン
- 流星人間ゾーン
- 電人查勃卡
- 海王子（和青二Production平分CAST）
- 機動戰士GUNDAM（僅初代，和青二Production平分CAST）
- アンデス少年ペペロの冒険（協力）
- らんぽう（Casting協力）
- 足球小將（第1作。Casting協力）

### 與Theatre Echo平分
- 超人七號
- 宇宙鐵人天地雙龍
- 星艦奇航記：動畫版
- 忍風KAMUI外傳（日语：カムイ外伝#テレビアニメ）

### 與青二Pro、Theatre Echo平分
- 伏魔三劍俠
- UFO戰士阿波羅
- 魯邦三世系列
- 哆啦A夢[[[Wikipedia:格式手册/链接#章節|錨點失效]]]系列

## 以俳協為起點的演藝事務所
以下為俳協出身人士所創辦的聲優事務所（按創辦年份順序排列）：
- 渡邊Artist（獨立年份不明）
- T·A·P（獨立年份不明）
- 同人舍Production（日语：同人舎プロダクション）（1965年）
- 青二Production（1969年）
- 福多事務所（獨立年份不明）
- MOUVEMENT（日语：ムーブマン）（1977年）
- ARTSVISION（1984年）
- 大澤事務所（1984年）
- Aksent（1987年）
- Sigma Seven（1988年）
- 企劃東演（1988年）
- YU-RIN PRO（1988年）
- （1994年）
- TAB Production（日语：TABプロダクション）（1996年）
- Velvet Office（日语：ベルベットオフィス）（1999年）
- Atomic Monkey（2000年）
- Across Entertainment（2008年）
- GadgetLink（日语：ガジェットリンク）（2009年）

## 相關項目
- 俳協演劇研究所
- 俳協Voice Actors Studio

## 外部連結
- 東京俳優生活協同組合公式官網 （页面存档备份，存于） （日語）
- 劇團俳協的X（前Twitter） （日語）